# Galécia

Galécia (em latim: Gallaecia ou Callaecia) é uma região localizada no noroeste da antiga Hispânia, um território que corresponde aproximadamente ao da moderna região do norte de Portugal e da Galiza, Astúrias e Leão na Espanha. Depois da conquista romana, era parte da província romana da Hispânia Tarraconense e foi posteriormente transformada numa província independente conhecida como Hispânia Galécia, um território que posteriormente seria incorporado ao Reino Suevo. Entre as cidades romanas na região estavam Bracara Augusta (Braga), Portucale (Porto), os centros administrativos de Bracara Augusta, Lucus Augusti (Lugo) e Astúrica Augusta (Astorga), capitais respectivamente do convento bracarense, convento lucense e do convento asturicense.

## Limites geográficos
No tempo dos romanos a província da Galécia tinha como limites, ao sul o rio Douro, a oeste e norte o Atlântico, enfim a este o cursos dos rios Esla e Cea e os Picos da Europa. Embora a cultura castreja tivesse uma área de difusão muito mais extensa até ao centro do país como na região de Viseu, Seia.
Na ótica dos conquistadores romanos a região era um "finis terrae" ou seja uma região bárbara por ser isolada o que explicaria por si a sua originalidade.
"Todavia, o carácter incivilizado e selvagem  não resulta apenas da tendência para a guerra, mas deve-se também ao isolamento. Estrabão III 3,8."
Na verdade, era ao contrário uma região de intercâmbio entre a fachada atlântica e o mediterrâneo. A sua riqueza em recursos minerais, romperam o seu isolamento desde pelo menos o tempo da Idade do Bronze.

## Descrição
Os romanos chamaram Galécia (Gallaecia) à porção noroeste da Península Ibérica, do nome da principal tribo que habitava a região, os galaicos/galécios (gallaeci).
Os galaicos, apareceram pela primeira nos registros históricos no épico do século I "Púnica", de Sílio Itálico, sobre a Segunda Guerra Púnica:
| “ | Fibrarum, et pennæ, divinarumque sagacem Flammarum misit dives Callæcia pubem, Barbara nune patriis ululantem carmina linguis, Nunc, pedis alterno percussa verbere terra, Ad numerum resonas gaudentem plaudere cætras. Hæc requies ludusque viris, ea sacra voluptas Cetera femineus peragit labor: addere sulco Semina, et impresso lellurem vertere aratro Segne viris quidquid duro sine Marte gerendum, Callaici conjux obit inrequieta mariti.. | ” |
|   | — Sílio Itálico, (Púnica III.344-7). |   |

| “ | A rica Galécia enviou sua juventude, Sabiá na arte da adivinhação, nas entranhas das vítimas, No voo dos pássaros, e nos relâmpagos do céu, Ora gritando cantos bárbaros em sua própria língua, Ora batendo alternadamente os pés no chão, Batendo nas suas cetras em ritmo. Assim os homens relaxam e reconfortam, Experimentando assim um prazer sagrado. As mulheres realizam o resto das tarefas: abrem os sulcos Semeiam, e viram a terra com o arado. É um sinal de fraqueza para os homens Qualquer ocupação que não seja a dura arte de Marte (guerra). A esposa galega enfrenta as outras tarefas de maneira incansável. | ” |
|   | — Tradução adaptada de Silio Itálico, La Guerra Púnica, Edición de Joaquín Villalba Alvarez, Akal, 2005. |   |

A região da Galécia estava, portanto, marcada no imaginário romano tanto por sua cultura céltica - a cultura castreja - quanto pela riqueza que emanava de suas minas de ouro. Esta cultura, que se estendia por toda a Galiza, o norte de Portugal, a porção ocidental das Astúrias, o "Berço" e a Póvoa de Seabra, era também distinta dos povos vizinhos de cultura lusitana que viviam ao sul de acordo com os autores clássicos Pompônio Mela e Plínio, o Velho. Em uma data muito posterior, o mito encapsulado na Lebor Gabála Érenn ("Livro da Conquista da Irlanda") credita a Galécia como o ponto de partida dos gaels que posteriormente conquistaram a Irlanda à força, como já haviam feito com a Galécia.

## História

### Antes dos romanos

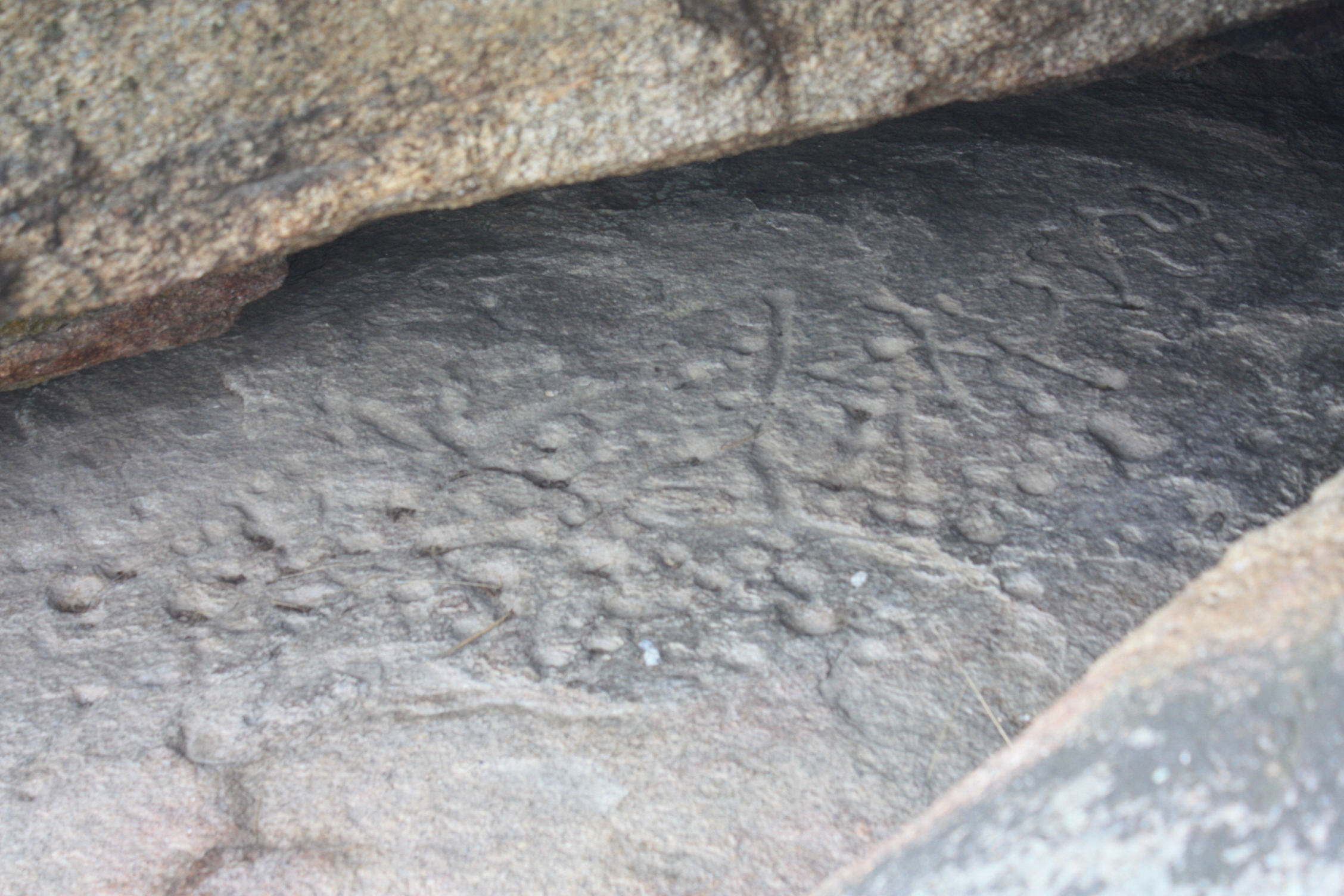
Gravura rupestre da Solhapa

Os galaicos são simplesmente os descendentes dos habitantes indígenas do Neolítico, porque há entre outros, uma continuidade nos ritos funerários e na arte presente na região. As gravuras rupestres do grupo dos petróglifos galaico-portugueses, do Neolítico até talvez ao inicio da Idade do Ferro (a única datação possível é de algumas armas representadas que foram produzidas entre o III e II milénio a.C.), são relacionadas com a arte parietal megalítica. Como, por exemplo, as pinturas ou gravuras de motivos geométricos dos abrigos sob rocha, realizados entre o Neolítico final e final do calcolítico, que apresentam uma clara analogia com a arte megalítica e até com a Idade do Bronze como as do abrigo rupestre da Solhapa em Miranda do Douro.
Por Juan Maluquer a primeira parte da cultura castreja (Castreja I) tem mesmo inicio durante a fase megalítica com a construção dos primeiros povoados de cabanas. Segundo ele, por razões climáticas durante a fase sub-boreal no auge da Cultura megalítica houve uma grande concentração humana no NO, pelas condições propícias a pastorícia e abundâncias de metais em comparação a Meseta, e entre o terceiro e segundo milénio a.C. formou-se uma unidade étnica própria e original que os diferenciava, apesar das influências exteriores existentes e de outras que surgirem como as culturas meridionais ibéricas, celtibéricas, e do Mediterrâneo (fenícios, gregas e cartagineses). Viviam duma economia mista agrícola e pastoril plenamente em simbiose com o território. Integrada na cultura da Idade do bronze atlântica (1300–700 a.C.) durante o Bronze final e dando origem a fase Castreja II.
Durante a qual os povoados transformam-se em aldeias fortificadas chamadas, castros ou vilas fortificadas ópidos (citânias), por isso a cultura arqueológica que desenvolveram, é conhecida pelos arqueólogos como "cultura castreja".
As primeiras alusões a este povo estão presentes em antigos autores gregos e latinos anteriores à conquista, o que permite a reconstrução de alguns acontecimentos históricos deste povo desde o século II a.C. Assim, graças a Tibério Cácio Ascônio Sílio Itálico, sabemos que entre os anos 218 e 201 a.C., durante a Segunda Guerra Púnica, algumas tropas galaicas vieram lutar nas fileiras do cartaginês Aníbal contra o exército romano , participando na batalha do Lago Trasimeno em 217 a.C. e na Batalha de Canas em 216 a.C. Depois de Sílio Itálico, Apiano de Alexandria, autor da obra ‘’Iberiké’’, menciona a primeira incursão dos romanos em território galaico. Apiano narra os acontecimentos ocorridos durante as guerras lusitanas (155–139 a.C.), mencionando que neste último ano (139 a.C.), após ter sido ridicularizado pelo líder lusitano Viriato, o exército romano de Cepião assolou os campos dos galaicos e vetões. Este ataque às populações galaicas mais meridionais localizou-se possivelmente na região do Alto Douro, próximo da fronteira com os Vetões, tendo esta ação um carácter punitivo, pela ajuda prestada por estes povos aos lusitanos durante as campanhas de Viriato no sul.

### A conquista romana

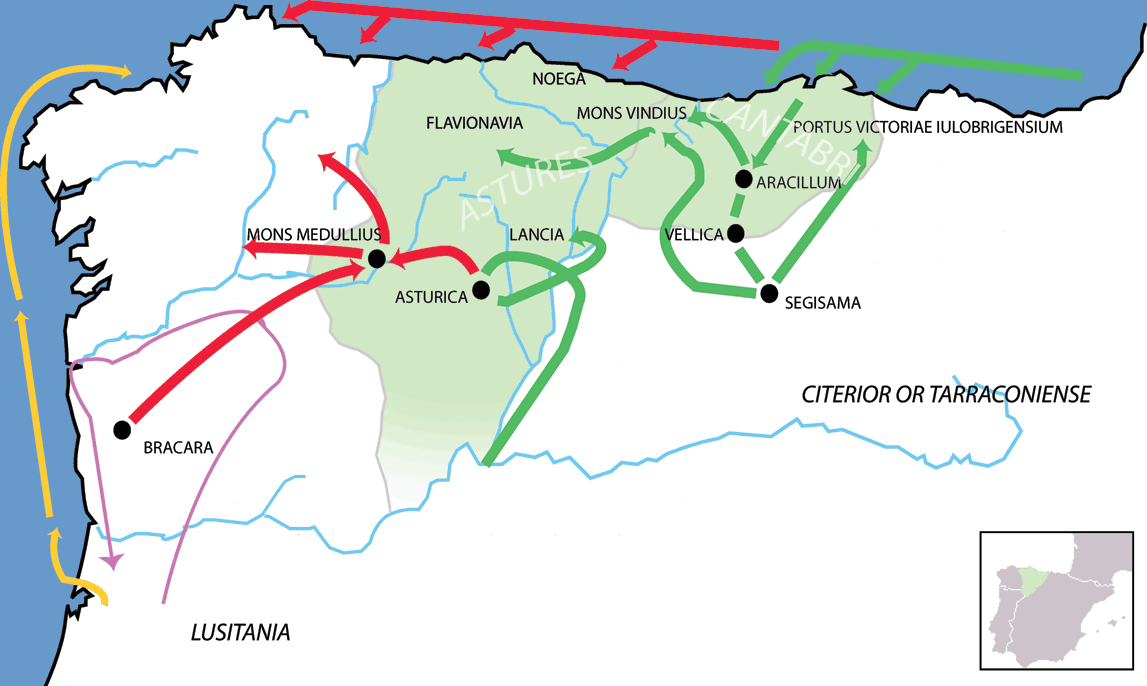
Campanhas militares romanas:
Bruto em (138–136 a.C.)
Júlio Cesar em (62 a.C.)
Augusto 1ª expedição das guerras cantábricas
Augusto 2ª expedição (as duas entre 26–19 a.C.)

Durante as Guerras Púnicas, os romanos iniciaram a conquista da Hispânia.
A seguir a morte de Viriato, nos anos 138 - 136 antes de Cristo, o cônsul romano Décimo Júnio Bruto Galaico, lidera a primeira expedição no Noroeste e ganha, segundo ele, uma grande batalha, nas margens do rio Durius, contra a tribo dos galaicos, de 60 000 homens segundo Paulo Orósio, em 137 a.C.. O general romano vitorioso, Décimo Júnio Bruto, tornou-se um herói e recebeu o agnome Galaico (Gallaicus; "conquistador dos galaicos"), mas a conquista era relativa. Porque entre 96 a.C. e 94 a.C., nova expedição romana, por P. Licinius Crassus que abriu aos romanos as portas da mineração no Noroeste. Pouco tempo depois em 74 a.C. é a vez de M. Perpena, que terá tomado Cale. Por volta de 62 a.C., veio Júlio César na qualidade de procônsul numa expedição até Brigantium (Betanzos), Corunha. Os povos da regiões das Astúrias e Cantábria  revoltaram-se por varias vezes e obrigaram os romanos a intervir no ano de 43 por Lépido; em 38 por C. Domício Flaco; em 35 por C. Norbano Flaco; em 34 por L. Márcio Filipo; em 33 por Ap. Claúdio Pulcro; em 29 Autarciapor T. Statílio Tauro e em 28 por Caio Calvísio Sabino.
Só Augusto conseguiu pacificar a região com as violentas e implacáveis Guerras Cantábrias, entre 26 e 19 a.C. A resistência dos galécios chocou os romanos: suicídios coletivos ao invés de rendições; mães assassinando os filhos antes de tirarem a própria vida; prisioneiros crucificados cantando hinos de triunfo; e finalmente constantes revoltas de prisioneiros escravizados que assassinavam seus guardas e voltavam para casa vindos da Gália.
A partir daí, guerreiros galécios se juntaram às legiões romanas e serviram em territórios tão distantes quanto a Dácia e a Britânia.

### Galécia romana
Até ao século III, a Galécia fazia parte da Hispânia Tarraconense e fazia fronteira ao sul com a Lusitânia. Ela estava dividida em dois conventos (conventi) - lucense e o bracarense.
No século III, Diocleciano reformou completamente a administração das províncias e criou uma divisão administrativa que incluía os convento da Galécia, Astúrica e, possivelmente, Cluniense. A nova província passou a ser chamada de Galécia, pois ela era a região mais populosa e importante da província. Em 411, conforme ruía o controle romano, as conquistas suevas transformaram a Galécia romana (lucense e bracarense) no Reino da Galiza (o Galliciense Regnum relatado por Idácio de Chaves e Gregório de Tours).

#### Governadores romanos
- Fábio Acônio Catulino Filomácio, presidente antes de 338

#### Cultura
A Romanização foi relativamente menor no Noroeste Ibérico. Mesmo adotando gradualmente nomes e língua latinos, a base cultural da organização, da hierarquia, do social e da religião mantinha-se. A relativa baixa romanização via-se pela falta de monumentos importantes ou iluminuras destacando a província e suas cidades, restando somente algumas inscrições.

##### Religião
As evidências arqueológicas são poucas. Adotaram-se alguns deuses romanos gradualmente ao lado dos ancestrais e antigos , embora já se verificasse o uso da língua latina e instrumentos romanos de culto, como o Altar Tradicional.
Deuses Galaicos: Nabia (e variação Habia), "Capriocieco, Bandua, Reve, Aegiamuniaegus, Senaicus, Bormanicus, Ancestrais etc.
Deuses Romanos: Lares, Diana, Júpiter, Marte, Mercúrio, Ninfas, Telo/Terra
/
O Sincretismo entre deuses galaicos e romanos era especialmente maior, conforme as evidências parciais, no Convento Bracarense.

### Depois dos romanos
Na noite de 31 de dezembro de 406, diversos povos — alanos (de origem iraniana) e vândalos e suevos (povos germânicos) — atravessaram a fronteira romana no Reno, que havia congelado. Eles avançaram para o sul saqueando a Gália e atravessaram os Pireneus em 409 d.C. Dois anos mais tarde, dividiram entre si as províncias romanas da Hispânia: Cartaginense, Tarraconense, Galécia e Bética. Os suevos se apoderaram duma parte da Galécia e lá fundaram um reino. Depois que os vândalos e os alanos partiram para conquistar o norte da África, os suevos assumiram o controle da maior parte da Península. Porém, a maior parte do território foi perdido para os visigodos, que, depois de emergirem vitoriosos das inúmeras guerras que se seguiram, anexaram a Galécia.
Depois que os visigodos foram derrotados e a Hispânia foi anexada pelos mouros, um grupo de estados visigóticos sobreviveu nas região montanhosa ao norte, inclusive a Galécia. Na obra de Beato de Liébana (m. 798), Galécia passou a ser o termo para designar a porção cristã da Península Ibérica ao passo que Hispania era o nome da porção muçulmana. Os emires do sul jamais tentaram tomar a região, que consideravam muito montanhosa e sem valor econômico, pois não tinham azeite e nem vinho.
Na época de Carlos Magno, os bispos da Galécia compareceram ao Concílio de Frankfurt (794). Em sua residência em Aquisgrão, ele também recebeu embaixadas de Alfonso II das Astúrias segundo as crônicas francas. Os chamados pela historiografia posterior "reis das Astúrias" eram chamados nas crónicas originais de reis da Galécia/Galiza (Regi Gallitiae).
Sancho III da Navarra, em 1029, faz referência a Vermudo III como Imperator domus Vermudus in Gallaecia.